# 145 أديونا
145 أديونا هو كويكب كبير نوعا ما ذو سطح معتم جدا يدور حول الشمس في حزام الكويكبات ،يصنف كويكب من النوع سي واستنادا إلى تصنيفه ربما يتكون من المواد الكربونية البدائية. وإلية تنسب عائلة كويكبات أديونا وهى كويكبات تشكلت من الجسم الأم 145 أديونا، ويعتقد أن هذه العائلة لا يزيد عمرها عن 600 مليون سنة، بالمقارنة مع العمر النموذجيي لعائلة الكويكب الذي يتروح بين 1-2 مليار سنة ويقدر عد كويكبات العائلة بحوالي 1000 كويكب.

## الاكتشاف والتسمية
اكتشف 145 أديونا في 3 يونيو 1875 بواسطة كريستسيان هنري فريدريك بيترز بأستخدم مرصد كلية هاميلتون
في كلينتون (نيويورك). أطلق علية بيترز اسم أديونا، نسب لآلهة العودة للوطن الرومانية، لأنه عاد مؤخرا من رحلة حول العالم لمراقبة عبور الزهرة. وفي نفس الليلة اكتشف بيترز أيضا 144 فيبيليا

## عمليات الرصد
خلال عام 2001، شوهد 145 أديونا بواسطة الرادار خلال عملية المسح الفلكي التي أجريت في مرصد أرسيبو خلال الفترة 1999-2003. وتطابقت إشارة العودة مع قطر فعال قدره 151 ± 18 كم. وهذا يتفق مع أبعاد الكويكب المحسوبة من خلال وسائل أخرى.
ولقد رصد حدثي احتجاب نجمي من قبل أديونا: الأول في 9 يوليو 2002 عندما احتجب نجم قدرة الظاهري 11.8 ، ثم مرة أخرى في 3 فبراير 2005 عندما سجل عديد من المراقبين في اليابان احتجاب نجم قدرة الظاهري 10.4. وكان الإحتجاب الأخير متناسق مع قطر 151 كم
في يوليو 2016 صوتت ناسا ضد اقتراح ناقشة فريق بعثة المسبار الفضائي دون بإجراء عملية تحليق بالقرب من 145 أديونا في مايو 2019 
.في ذلك الوقت كان المسبار دون في مدار حول الكوكب القزم سيريس.

## وصلة خارجية
- 145 أديونا في قاعدة بيانات مختبر الدفع النفاث لأجرام النظام الشمسي الصغيرة

- الاكتشاف · مخطط المدار ·  العناصر المدارية · المعلمات المادية